# Afonso de Córdova
Alfonso Fernández de Córdoba e Velasco foi Vice-rei de Navarra e Conde de Alcaudete. Exerceu o vice-reinado de Navarra entre 1564 e 1565.